# San Amaro
Pour les articles homonymes, voir Amaro.
San Amaro est une commune de la province d'Ourense en Espagne située dans la communauté autonome de Galice.